# Norsk hvalfangst
Norsk hvalfangst har været drevet langs kysten af Norge og i den nordøstlige del af Atlanterhavet af norske fangstfolk i århundreder. I 1900-tallet deltog norske hvalrederier også i storstilet fangst på større hvaler i Sydishavet. Denne fangst blev stoppet, da hvalbestandene stod på randen af udryddelse.

## Historik
Vågehvalfangst langs norskekysten nævnes i skriftlige kilder allerede i 800-tallet, fangst med harpun var almindelig i 1200-tallet. Motoriseringen af fiskeflåden i 1920'erne gav stødet til den moderne vågehvalfangst.
Hvalkomiteen (1924) og Hvalrådet (1929) blev oprettet for at koordinere norske interesser i international hvalfangst, specielt i Antarktis. I 1938 blev der indført krav til koncession. i 1950'erne kom regler om maksimumsfangst per båd og bestemmelser om, at licenshavere skulle være fiskere, som ejede bådene og selv deltog i fangsten. I 1976 blev der indført årlige maksimalkvoter.

### Norsk hvalfangst ved Færøerne
Fra 1894 og frem til 1984 blev der drevet jagt på storhvaler i havet omkring Færøerne. De første år var det nordmænd der byggede, ejede og drev hvalfangsstationerne på Færøerne. Det var hvalfanger Albert Grøn fra Sandefjord, der om sommeren 1894 foretog de første forsøg på at drive hvalfangst efter storhvaler ved Færøerne. Han tog til Færøerne med hvalskibet Urd i 1893 og byggede den første hvalstation på Færøerne i Gjánoyri, der ligger i nærheden af bygden Langasandur på Færøernes største ø, Strømø (Streymoy). Grøn havde fået tilladelse til at jagte storhvaler af Færøernes amtmand. Han fik lov til at sejle under norsk flag og det første år var han fritaget for at betale afgifter.
Der blev i alt bygget syv hvalstationer på Færøerne, de blev bygget i perioden 1894-1905. Flere af dem blev senere drevet af og var også ejet af færinger. De syv hvalstationer var placeret på fire øer, hvoraf tre var på Strømø. Hvalstationerne lå ved disse steder: i Gjánoyri ved Langasandur på Strømø (1894-1925), i Norðdepil på Borðoy (1898-1920), i Lopra på Suderø (1901-1953), i Funningsfjørður på Østerø (1901-1925), i Selvík på Vágar (1902-1912), i Signabøur (1902-1912), ved Áir på Strømø (1905-1984). Selv om hvalstationen ved Áir var åben indtil 1984, så holdt den sædvanlige produktion op i 1958, dvs. produktion af olie, tørfoder til eksport og hvalkød til skibe og færøske husholdninger. Hvalstationen ved Áir er den eneste hvalstation af norsk oprindelse der stadig eksisterer på den nordlige halvkugle.

## Ressourcesituationen
I 1982 vedtog Den internationale hvalfangstkommission (IWC) en fangststop (moratorium) for al kommerciel hvalfangst med virkning fra 1986. Norge reserverede sig mod standsning i småhvalfangsten i den nordøstlige del af Atlanterhavet men indførte midlertidig standsning i vågehvalfangsten fra 1987, i afventning af bedre kundskaber om bestandsstørrelsen. Videnskabskomiteen i IWC har fremlagt både sikrere bestandsvurderinger og en revideret forvaltningsprocedure, men kommissionen har siden 1990 ikke været villig til at revurdere moratoriet og fangstkvoterne.
I 2004 blev vågehvalbestanden i de områder i den nordøstlige og centrale del af Atlanterhavet, hvor Norge driver fangst, anslået til 107.000 dyr – stor nok til at give grundlag for bæredygtig hvalfangst. Totalbestanden i den centrale del af Atlanterhavet blev i 2001 anslået af Den nordatlantiske søpattedyrkommissionen til 63.500 dyr.
Efter et ophold på fem år for studier af bestandsgrunnlaget, vedtog den norske regering, at fangsten af vågehval skulle genoptages i 1993. Reservationen mod fangststoppet er hjemlet i Artikel V i hvalfangstkonventionen. Norges juridiske ret til at drive vågehvalfangst er dermed ikke omstridt.
De norske kvoter baseres på videnskabskomiteens reviderede forvaltingsprocedure, og var i 2012 på 1286 dyr.
I januar 2007 fik imidlertid en række hvalarter ændret deres status på den internationale rødliste for truede arter og regnes nu som bærekraftige arter igen. Dette kan føre til ny fangst på arter, som længe har været totalfredet. Arterne, som omfattes af ændringen, er ud over vågehval, også pukkelhval, hvidhval, narhval, hvidnæse, hvidskæving og marsvin.

## Fangstmetode
Hvalfangerskuden er et almindelig fiskefartøj rigget for hvalfangst, med et mandskab på 3–8 personer. Vågehvalfangst foregår som regel ved, at båden enten lægger sig til ro og venter på, at hvalen skal komme på skudhold, eller manøvreres mod det sted, hvor den ventes at komme til overfladen næste gang. Der blev i sin tid rejst kritik mod aflivingsmetoderne, og der er nedlagt et stort arbejde for at forbedre dem således, at dyret dør hurtigst muligt.
Foreløbige resultater indikerer, at omkring 80% af dyrene mister bevidstheden eller dør momentant, mens 20% død langsomt men sikkert. Omkring 10% overlever det første skud og må aflives med omskud eller med riffelskud. Det arbejdes fortsat på at reducere denne andel. Hvert år, før fangsten begynder, må alle skytter gennemgå et kursus, hvor skydning og afliving er et centralt tema. Desuden afholdes der obligatoriske skydeprøver med både harpunkanon og riffel.